# KTNスーパータイム
『KTNスーパータイム』（ケイティーエヌ スーパータイム）は、1987年10月5日から1997年3月30日までテレビ長崎で夕方に放送されていた長崎県向けのローカルワイドニュース番組（『FNNスーパータイム』の長崎県ローカル扱い）。
正式タイトルは『FNN KTNスーパータイム』、後に『KTNスーパータイム FNN』に変更。

## 放送時間
- 月曜日 - 金曜日 18:00 - 18:55、土曜日 18:00 - 18:30、日曜日 17:30 - 18:00（1987年10月5日 - 1997年3月30日）

## ニュースキャスター

### 平日
- 浦里和弘
- 本田千穂
- 山本耕一

### 週末
- 不明